# Gra Rueb
Gra Rueb (4 de setembro de 1885 - 26 de dezembro de 1972) foi uma escultora holandesa. O seu trabalho fez parte do evento de escultura na competição de arte nos Jogos Olímpicos de Verão de 1928. Mais tarde o trabalho de Rueb foi incluído na exposição e venda de 1939 Onze Kunst van Heden (A Nossa Arte de Hoje) no Rijksmuseum em Amesterdão.